# رفول
رَفُّول جنس طير من الجواثم وفصيلة طائر الجنة. يستوطن بابوا غينيا الجديدة. وتُعرف أيضًا باسم طيور الجنة ذات الأرياش الستة، وذلك بسبب ريشات رؤوسها الستة. ظهرت هذه الطيور بشكل بارز في سلسلة كوكب الأرض على بي بي سي. يألف الغابات قوته الحشرات والأساريع والديدان والثمار العنبية والبزور البرية.

## الأنواع
- رفول غربي، Parotia sefilata
- رفول الملكة كارولا, Parotia carolae
- رفول قلزي, Parotia berlepschi
- رفول لاويس, Parotia lawesii
- رفول شرقي, Parotia helenae
- رفول واهنس, Parotia wahnesi